# Toshiko Akiyoshi
En aquest nom japonès, el cognom és Akiyoshi.
Toshiko Akiyoshi (秋吉 敏子 o 穐吉 敏子, Akiyoshi Toshiko, nascuda el 12 de desembre de 1929) és una pianista, compositora, arranjadora i líder de banda japoestatunidenca de jazz.
Va ser la primera dona a triomfar en el jazz com a instrumentista. És reconeguda com una gran compositora i les seves obres s'estudien a nombroses universitats del món. El 1984, va ser objecte del documental Jazz Is My Native Language. El 1996, va publicar la seva autobiografia, Life with Jazz, i el 2007 va ser nomenada NEA Jazz Masters per la National Endowment for the Arts dels Estats Units.

## Biografia
Akiyoshi va néixer a Liaoyang, Manxúria, com a filla d'emigrants japonesos. El 1945, després de la Segona Guerra Mundial, la família d'Akiyoshi va perdre la seva llar, va tornar al Japó i es va establir a Beppu. Un col·leccionista de discos local la va introduir al jazz fent-li tocar un disc de Teddy Wilson on interpretava "Sweet Lorraine". De seguida li va encantar el so i va començar a estudiar jazz.
El 1952, durant una gira pel Japó, el pianista Oscar Peterson la va descobrir tocant en un club del Ginza. Peterson va quedar impressionat i va convèncer el productor discogràfic Norman Granz perquè l'engregistrés.
Akiyoshi va estudiar jazz al Berklee College of Music de Boston durant tres anys, i en graduar-se es va casar amb el saxofonista Charlie Mariano, amb qui va formar el Toshiko-Mariano Quartet. La parella va tenir una filla, Michiru. Ella i Mariano es van divorciar el 1967 després de formar diverses bandes junts. Durant el mateix any, va conèixer el saxofonista Lew Tabackin, amb qui es va casar el 1969.
El 1953, i amb la producció de Norman Granz, Toshiko va enregistrar el seu primer àlbum, Toshiko's Piano acompanyada pel prestigiós guitarrista Herb Ellis, el contrabaixista Ray Brown i J. C. Heard a la percussió.

## Creativitat
La música d'Akiyoshi es caracteritza per les seves textures i per la seva influència japonesa. Quan Duke Ellington va morir el 1974, Nat Hentoff va escriure a The Village Voice que la música d'Ellington reflectia el seu patrimoni africà. Akiyoshi es va inspirar per investigar el seu patrimoni musical japonès. Ella va compondre utilitzant temes, harmonies i instruments japonesos (kotsuzumi, kakko, utai, tsugaru-shamisen). Però la seva música s'ha mantingut fermament en el jazz, i reflecteix influències de Duke Ellington, Charles Mingus i Bud Powell.
Un crític de l'àlbum en directe Road Time va dir que la música dels àlbums de la seva gran banda demostrava "un nivell d'enginy compositiu i orquestral que la va convertir en un dels tallers dos o tres compositors en jazz el nom del qual es podria esmentar seriosament en companyia de Duke Ellington, Eddie Sauter i Gil Evans.
El 1991, va enregistrar el disc més important de la seva carrera, al Carnegie Hall de Nova York, que va aconseguir unanimitat en la crítica especialitzada com un dels millors discos de jazz de l'any.

## Guardons
El 1986, va rebre la condecoració New York City's Major Liberty Award i un any més tard, l'Asian American Women Association de a Los Angeles, Califòrnia, la va distingir amb el títol de Dona guerrera de l'any.
L'emperador del Japó li va atorgar la Medalla amb Galó Morat (Shijuhohsho) el 1997, i el 1999 va ingressar a l'International Jazz Hall of Fame.
Va rebre 14 nominacions al prestigiós premi Grammy a la indústria musical i va obtenir el premi al millor arranjament i composició musical a l'enquesta dels lectors de Down Beat.

## Discografia
Com a líder o colíder
- 1954 - Toshiko's Piano / Amazing Toshiko Akiyoshi
- 1955 - The Toshiko Trio
- 1956 - Her Trio, Her Quartet
- 1957 - Toshiko and Leon Sash at Newport
- 1957 - The Many Sides of Toshiko
- 1958 - United Notions
- 1961 - The Toshiko–Mariano Quartet
- 1961 - Long Yellow Road (Trio) / Toshiko Akiyoshi Recital
- 1961 - Toshiko Meets Her Old Pals
- 1963 - Toshiko–Mariano Quartet (in West Side)
- 1963 - East & West
- 1963 - The Country and Western Sound of Jazz Pianos / With Steve Kuhn, Together Miwaku No Jazz (Fascinating Jazz)
- 1964 - Toshiko Mariano and her Big Band / Toshiko & Modern Jazz
- 1965 - Lullabies for You
- 1969 - At Top of the Gate
- 1970 - In Japan / Long Yellow Road (Quartet)
- 1971 - Jazz, the Personal Dimension Meditation
- 1971 - Sumie / The Personal Aspect In Jazz
- 1971 - Solo Piano
- 1974 - Kogun
- 1975 - Long Yellow Road (Toshiko Akiyoshi – Lew Tabackin Big Band
- 1976 - Tales of a Courtesan (Oirantan)
- 1976 - Road Time, Toshiko Akiyoshi – Lew Tabackin Big Band|
- 1976 - Insights
- 1976 - Dedications
- 1977 - Dedications II
- 1978 - Toshiko Plays Billy Strayhorn / A Tribute to Billy Strayhorn / Dedications III
- 1978 - Finesse
- 1979 - Notorious Tourist from the East / Toshiko Plays Toshiko
- 1979 - Sumi-e (Toshiko Akiyoshi – Lew Tabackin Big Band
- 1980 - Farewell (Toshiko Akiyoshi – Lew Tabackin Big Band
- 1981 - From Toshiko with Love
- 1982 - European Memoirs
- 1983 - Toshiko Akiyoshi Trio
- 1984 - Ten Gallon Shuffle
- 1984 - Time Stream (Toshiko Akiyoshi Trio album)
- 1986 - Wishing Peace
- 1987 - Interlude
- 1990 - Four Seasons
- 1991 - Chic Lady
- 1991 - Live at Birdland (Toshiko – Mariano Quartet)
- 1992 - Carnegie Hall Concert (Toshiko Akiyoshi Jazz Orchestra)
- 1992 - Remembering Bud: Cleopatra's Dream
- 1994 - Desert Lady / Fantasy
- 1993 - Dig
- 1994 - Night and Dream
- 1995 - Yes, I Have No 4 Beat Today
- 1994 - Toshiko Akiyoshi at Maybeck
- 1996 - Four Seasons of Morita Village
- 1996 - Time Stream: Toshiko Plays Toshiko (Ninety-One)
- 1997 - Toshiko Akiyoshi Trio Live at Blue Note Tokyo '97
- 1998 - Monopoly Game
- 1999 - Sketches of Japan
- 1999 - Tribute to Duke Ellington
- 2000 - Toshiko Akiyoshi Solo Live at the Kennedy Center
- 2001 - Hiroshima – Rising from the Abyss
- 2004 - Last Live in Blue Note Tokyo
- 2004 - New York Sketch Book
- 2006 - Hope
- 2006 - 50th Anniversary Concert in Japan
- 2008 - Let Freedom Swing amb la SWR Big Band
- 2008 - Vintage (Toshiko Akiyoshi and Lew Tabackin album)
- 2009 - Solo Live 2004 (Live at "Studio F"]
- 2010 - Classic Encounters
- 2011 - Toshiko Akiyoshi Jazz Orchestra in Shanghai
- 2015 - Jazz Conversations
- 2016 - Toshiko Akiyoshi Plays Gershwin's Porgy And Bess
- 2017 - My Long Yellow Road